# نانو داربست
نانو داربست یا نانو اسکفولد یک فرآیند پزشکی است که برای بازسازی بافت و استخوان از جمله اعضا و ارگان ها استفاده می‌شود. نانو داربست یک ساختار سه بعدی است که از الیاف پلیمری بسیار کوچک تشکیل شده است که از مقیاس نانومتر (10 − 9 متر) مقیاس می‌شوند.  فناوری پزشکی توسطارتش آمریكا توسعه یافته است.آنها از یک دستگاه میکروسکوپی ساخته شده از الیاف پلیمری ریز که داربست نامیده می‌شوند استفاده می‌کنند. سلول‌های آسیب دیده به اسکفلد می‌چسبند و شروع به بازسازی استخوان‌ها و بافت‌های از دست رفته از میان حفره‌های کوچک در داربست می‌کنند. با رشد بافت‌ها، داربست به داخل بدن جذب میشود و کامال ناپدید شده و از بین می‌رود. 
نانو داربست همچنین برای بازسازی پوست سوخته شده استفاده می‌شود اما این فرآیند نمی‌تواند موجب رشد ارگان‌های پیچیده مثل قلب شود. 
از نظر تاریخی تحقیقات بر روی نانو داربست‌ها حداقل به اواخر دهه ۱۹۸۰ برمی‌گردد زمانی‌که سیمون نشان داد الکترواسپینینگ (برق ریسی)می‌تواند برای تولید الیاف پلیمری در اندازه نانو و زیر میکرون مورد استفاده قرار بگیرد. داربست‌ها به‌طور خاص به‌عنوان سلول‌های آزمایشگاهی و بسترهای بافتی استفاده می‌شوند. این استفاده‌ی اولیه از شبکه‌های الکترواسپونِ(الکتروریسی)فیبری برای کشت سلولی و مهندسی بافت نشان داد که انواع مختلف سلول‌ها می‌توانند به الیاف پلی کربنات متصل شوند و روی آن گسترش و تکثیر پیدا کنند. مشخص شد که برخالف ریخت‌شناسی مسطح که معمولاً در محیط کشت دو بعدی دیده می‌شود، سلول‌هایی که بر روی الیاف الکترواسپون رشد می‌کنند، به‌طور کلی مورفولوژی سه بعدی بیشتری را در‌‌بافت‌ها در محیط بدن نشان می‌دهند.

## چگونه عمل میکند
نانو داربست بسیار کوچک است. ۱۰۰ برابر کوچکتر از موی انسان و از الیاف زیست تخریب پذیر ساخته شده است بهره‌مندی از این داربست‌ها امکان استفاده مؤثر از سلول‌های بنیادی و بازسازی سریعتر را فراهم می‌آورد. نانوالیاف الکتروکروسون با استفاده از لوله‌های میکروسکوپی با قطر بین 100 تا 200 نانومتر تهیه می‌شوند. این‌ها همانطور که ساخته می‌شوند در قالب یک شبکه همدیگر را گیر می‌اندازند. الکترواسپینینگ (برق ریسی) اجازه می‌دهد تا ساختمان این شبکه‌ها یعنی قطر لوله، ضخامت و مواد مورد استفاده کنترل شوند.  نانو داربست در بدن در محلی که فرایند بازسازی در‌حال اتفاق افتادن است قرار می‌گیرد. پس از تزریق، سلول‌های بنیادی به داربست اضافه می‌شوند. پس از تزریق، سلول‌های بنیادی به داربست اضافه می‌شوند. سلول‌های بنیادی که به یک داربست متصل شده‌اند در سازگاری با محیط پیرامونشان و انجام روند بازسازی موفق تر به نظر می‌رسند.پایانه‌های عصبی در بدن از میان حفره‌های موجود در داربست‌ها به آن متصل می‌شوند این روند باعث می‌شود که آن‌ها به‌عنوان پلی برای اتصال بخش‌های قطع شده عمل کنند. با گذشت زمان داربست‌ها در محل خود انحلال پیدا می‌کنند و از بدن بدون خطر خارج می‌شوند. 
این فناوری ترکیبی از تحقیقات مربوط به سلول بنیادی و  فناوری نانو است. توانایی ترمیم اعصاب آسیب دیده بزرگترین چالش و امتیاز برای بسیاری از محققان است و همچنین گامی بزرگ در زمینه پزشکی است.  این امر به پزشکان اجازه می‌دهد که اعصاب آسیب دیده در یک تصادف شدید مثل وقوع سوختگی درجه سوم را ترمیم کنند. با‌این حال تکنولوژی هنوز در مراحل اولیه خود است و هنوز قادر به بازسازی ارگان‌های پیچیده مثل قلب نیست. اگرچه در‌حال حاضر می‌توان از آن برای ایجاد پوست، استخوان و ناخن استفاده کرد. نشان داده شده‌است که نانو داربست‌ها ۴ تا ۷ برابر در حفظ سلول‌های بنیادی در بدن مؤثر‌تر هستند همین قضیه باعث می‌شود تا کار خود را به‌طور موثری انجام دهند.بدین ترتیب با این تکنولوژی می توان اندام‌ها را حفظ کرد در غیر این صورت نیاز به قطع عضو وجود دارد.  نانو داربست یک سطح بزرگی برای موادی که تولید می‌شوند، همراه با خصوصیات شیمیایی و فیزیکی قابل تغییر فراهم می‌کند. بدین ترتیب این‌ها در بسیاری از انواع مختلف زمینه‌های تکنولوژی قابل اجرا هستند. 

## ویژگی های مکانیکی
خواص مکانیکی یکی از مهمترین ملاحظات است زمانی‌که داربست‌‌ها برای استفاده‌ی پزشکی طراحی می‌شوند.اگر خواص مکانیکیِ، به‌ویژه ضریب کشسانی و الاستیسیته، داربست با بافت میزبان هماهنگ باشند احتمال دارد که بازسازی را مهار کند یا این‌که به طور مکانیکی شکست بخورد. 

### داربست های استخوان
همانند استخوان در‌حالت طبیعی، مسئله‌ی اولیه با داربست‌های استخوان، شکنندگی آن‌هاست. آن‌ها معمولا رفتار الاستیک خطی را دنبال می‌کنند و تحت نیروهای فشاری، یک حالت کفه و ترمیم یادآور سلول‌های جامد و همچنین استخوان‌های ترابکوالر را تجربه می‌کنند.  ضریب کشسانی یا الاستیسیته ی استخوان‌های طبیعی بین 10 تا 20 GPa است که نشان‌گر وجود مقاومت بالایی در برابر فشارهای مکانیکی است.  بنابراین داربست استخوان باید همانند استخوان طبیعی سخت باشد. در غیر اینصورت داربست ضمن ترک برداشتن با شکست مواجه خواهد‌‌شد و قبل از اینکه بافت میزبان بازسازی شود انتشار پیدا می‌کند . با این حال اگر داربست به‌طور قابل توجهی سخت‌تر از بافت اطراف باشد عدم انطباق کششی و تداوم در مرز داربست با علت فشار استخوان طبیعی صورت می‌گیرد و می‌تواند نقص‌های ناخواسته ایجاد کند. 

### داربست عضله قلب
عضله قلبی دارای ضریب الاستیسیته و کشسانی تنها در حدود ۱۰ مگاپاسکال دارد که سه مرتبه کوچکتر از استخوان است. با این حال، در پمپاژ‌های قلبی فشار چرخه ای ثابتی را تجربه می‌کند.  این به این معناست که داربست باید سخت و هم الاستیک باشد.یک ویژگی ای که با استفاده از مواد پلیمری حاصل می‌شود. 

### مهندسی طناب نخاعی
طناب نخاعی همچنان چالش دیگری را در مهندسی خواص مکانیکی برای مهندسی بافت ارائه می‌دهد. دیسک‌ها در ستون فقرات مانند استخوان سخت هستند و باید فشار مکانیکی زیادی را تحمل کنند. این قسمت از ستون فقرات باید با یک ضریب الاستیسیته بالایی مهندسی شود. دیسک‌ها با ماده سفید و خاکستری پر شده‌اند که ژل مانند بوده و سختی کمی دارند. در اصلاح یک نقص در ماده خاکستری ضریب باید دقیقا همانند باشد تا ویژگی‌های جذبی تحت تاثیر قرار نگیرند. عدم هماهنگی در ضریب کشسانی از ارتباط میان مواد بازسازی کننده و همچنین ماده خاکستری میزبان و لایه بیرونی استخوان ممانعت می‌کند. 